# Evangelische Akademie Baden
Die Evangelische Akademie Baden mit ihrer Tagungsstätte „Haus der Kirche – Evangelische Akademie Baden“ in Bad Herrenalb ist eine Einrichtung der evangelischen Landeskirche in Baden. Sie wurde am 25. Juni 1947 als Stätte der freien Begegnung und des offenen Dialogs verschiedener Gruppen und Auffassungen eröffnet. An der Konstituierung der badischen Akademie waren u. a. der Gründungsdirektor der ersten Evangelischen Akademie im württembergischen Bad Boll, Eberhard Müller, sowie der französische Feldbischof Marcel Sturm beteiligt. Sitz der Akademie ist Karlsruhe. 

## Geschichte
Die erste Akademieveranstaltung unter dem Titel „Tage der Besinnung und Vertiefung“ fand in Bad Herrenalb statt und richtete sich an Ärzte. Landesbischof Julius Bender schrieb zur Begründung dieser Tagung: „Die Unklarheit und Unsicherheit der Bedeutung gegenüber, welche der christliche Glaube für alles persönliche und gemeinsame Leben besitzt, hat während der letzten Jahrhunderte in unserem Volke zugenommen. Nur so war es möglich, dass die Machthaber des Dritten Reiches aus einer anfangs verhüllten antichristlichen Haltung heraus je länger desto bewusster die Ewigkeitsgrundlagen unseres Daseins zu zerstören versuchen konnten.“ 
Erster Akademieleiter wurde Friedrich Schauer (1891–1958), der sich als Mann der ersten Stunde in der Michaelsbruderschaft (Berneuchener Bewegung) sowohl in Mecklenburg-Vorpommern als auch in Norwegen (er war Adjutant von Theodor Steltzer) am Widerstand gegen das Dritte Reich beteiligt hatte. Sein Nachfolger wurde 1951 der Schriftführer der Zeitung Christ und Welt, Hans Schomerus, nach einer Übergangszeit, in der der spätere Landesbischof Hans-Wolfgang Heidland kommissarischer Leiter der Akademie war. Von 1967 bis 1978 war gleichzeitig der bereits 1960 als Studienleiter tätige Pfarrer Willi Gegenheimer (* 2. Juli 1911 in Ittersbach) Akademiedirektor als Theologischer Leiter der Evangelischen Industrie- und Sozialarbeit in Baden. Nachfolger war von 1967 bis 1987 Wolfgang Böhme, parallel dazu von 1978 bis 1989 Gerhardt Langguth. 1989 wurde Michael Nüchtern Akademieleiter, von 1990 bis 2000 hatte die Leitung ein Leitungsteam inne (Akademiedirektoren waren Jan Badewien, Reinhard Ehmann, Hans Martin Leichle, Ullrich Lochmann, Klaus Nagorni und Michael Nüchtern). Von 2000 bis 2008 war Klaus Nagorni Leitender Akademiedirektor, von 2009 bis 2015 hatte diese Position Siegfried Strobel inne. Im Mai 2015 wurde Uta Arngard Engelmann seine Nachfolgerin.
1977 kam es am Rande der von Werner Beck geleiteten Akademie-Tagung „Die Rolle der Wissenschaften in der Gesellschaft“ zur Gründung des Öko-Instituts Freiburg.
Im Jahr 1987 wurde in Bad Herrenalb die „Gesellschaft der Freunde christlicher Mystik“ von Wolfgang Böhme und Josef Sudbrack initiiert.
1999 wurde im Kontext der Tagung „Friedenspolitik neu gestaltet? Eine erste Bilanz neuer Bundespolitik“ das Forum Friedensethik in der Evangelischen Landeskirche in Baden (FFE) gegründet.
Im Jahr 2008 wurde im Rahmen der von Annegret Brauch veranstalteten Tagung „Alltag und Frömmigkeit“ das „Interreligiöse Frauennetz in Baden“ gegründet.

## Bad Herrenalber Akademiepreis
Seit 1992 wird vom Freundeskreis der Evangelischen Akademie Baden e. V. alljährlich der mit 2000 Euro dotierte Bad Herrenalber Akademiepreis verliehen. Preisträger waren 1992 der Philosoph Jürgen Werner (Frankfurt), 1993 der Theologe Urs Baumann (Tübingen), 1994 der Theologe Hermann Timm (München), 1995 der Religionssoziologe Michael Ebertz (Freiburg), 1996 der Literaturwissenschaftler Günter Scholdt (Saarbrücken), 1997 die Politikwissenschaftlerin Ingrid Schneider (Hamburg), 1998 der Historiker Bernd Martin (Freiburg), 1999 der Sozialarbeitswissenschaftler Konrad Maier (Freiburg), 2000 der Tourismusforscher Christoph Henning (Corniglia/Italien), 2001 der Theologe Peter Bubmann (Erlangen), 2002 der Physiker Peter Henning (Karlsruhe), 2003 die Theologin Irmtraud Fischer (Bonn), 2005 der Literaturwissenschaftler Alexander Kissler (München), 2006 der Theologe Manfred Oeming (Heidelberg), 2007 der Soziologe Albrecht Göschel (Berlin), 2008 der Historiker Andreas Kossert (Berlin), 2009 der Theologe Dirk Evers (Tübingen), 2010 der Sozialethiker Hartmut Kreß (Bonn), 2011 die Physikerin Barbara Drossel (Darmstadt), 2012 die Literaturwissenschaftlerin Claudia Stockinger (Göttingen), 2013 der Psychiater und Philosoph Thomas Fuchs (Heidelberg), 2014 der Theologe Peter Zimmerling (Leipzig), 2015 der Jurist und Politiker Konstantin von Notz (Mölln) und 2016 die Palliativ-Medizinerin und Theologin Gerhild Becker (Freiburg).  
2017 wurde der Preis anlässlich von 70 Jahren Evangelische Akademie Baden nicht an eine einzelne Person verliehen, sondern einer Idee gewidmet. Ausgezeichnet wurde die Arbeit der Evangelischen Akademien in Deutschland für „nachhaltige und innovative Demokratieförderung“.
2018 erhielt der Ökonom Niko Paech (Siegen) den Preis, 2019 die Biologin Alexandra-Maria Klein, 2020 die Sozialpsychologin Pia Lamberty und 2021 der Theologe und Schriftsteller Klaas Huizing.

## Arbeitsweise und Ziel
Die Evangelische Akademie Baden hat den Auftrag, aktuelle kulturelle, politische, wissenschaftliche, wirtschaftliche und religiöse Entwicklungen in der Gesellschaft wahrzunehmen, zu reflektieren und vor dem Hintergrund des Evangeliums zur Orientierung und Meinungsbildung in der Gesellschaft beizutragen. Sie tut das mit Veranstaltungsangeboten unterschiedlichster Art, u. a. Tagungen, Workshops und Seminaren. 
Themenbereiche der Akademie bzw. der einzelnen Studienleitungen sind zurzeit: Gesellschaft, Politik und Recht (Arngard Uta Engelmann), Wissenschaft, Kultur, neue Medien, Religion im Dialog, Weltanschauungen (Gernot Meier), Spiritualität, Geistliches Leben, Lebensführung (Susanne Schneider-Riede), Wirtschaft und Arbeitswelt (Jochen Kunath), Ländlicher Raum und Landwirtschaft (Peter Schock) sowie Jugendpolitische Bildung (Claudia Rauch). 
Mit den Studienleitungen der Akademie sind seit 1990 diverse landeskirchliche Beauftragungen der Evangelischen Landeskirche in Baden verbunden:
- Fachstelle Geistliches Leben
- Fachstelle Weltanschauungsfragen
- Kirchlicher Dienst in der Arbeitswelt
- Kirchlicher Dienst Land (KDL)

## Publikationsreihen
Ausgewählte Veranstaltungen wurden bereits ab 1947 in Buchreihen und Zeitschriften dokumentiert, darunter die Reihen Vorträge der Evangelischen Akademie Baden, Herrenalber Texte und die Zeitschriften Der Horizont und Diskussionen. Aktuell erscheinen die Publikationsreihen „Herrenalber Forum“ und „Herrenalber Protokolle“, teilweise auch als E-Books.

## Verband
Die Evangelische Akademie Baden ist Mitglied der Evangelischen Akademien in Deutschland e.V. (EAD) und Teil des Oikosnet Europe.

## Veröffentlichungen
- Literatur von und über Evangelische Akademie Baden im Katalog der Deutschen Nationalbibliothek.
- Evangelische Akademie Baden (Hrsg.): Wer redet, liebt. 50 Jahre Evangelische Akademie Baden. Karlsruhe 1997, ISBN 3-89674-500-X.
- Franz Grubauer, Wolfgang Lenz (Hrsg.): Protestantisch – Weltoffen – Streitbar. Fünfzehn Zeitzeichen anläßlich des 50-jährigen Jubiläums der Evangelischen Akademien in Deutschland. Bad Boll 1999.
- 60 Jahre Evangelische Akademie Baden. Die Wiederkehr der Religion. epd-Dokumentation 29, Frankfurt 2007.
- Klaus Holz, Traugott Schächtele, Arngard Uta Engelmann: Befreiende Balance. Evangelische Akademien und die Zivilisierung der Widersprüche. Karlsruhe 2019, ISBN 978-3-89674-591-0.
- Ralf Stieber: 75 Jahre Evangelische Akademie Baden. Gesellschaftliche Relevanz durch gelebte Gesprächs- und Streitkultur. Eine Chronik. Ubstadt-Weiher 2022, ISBN 978-3-95505-374-1.